# Kecamatan Pebayuran
Kecamatan Pebayuran är ett distrikt i Indonesien.   Det ligger i provinsen Jawa Barat, i den västra delen av landet, 40 km öster om huvudstaden Jakarta.